# Miasto Siedmiu Wież

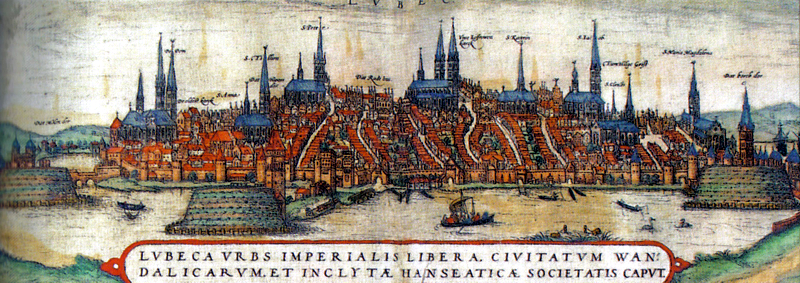
Panorama Lubeki z końca XV w.

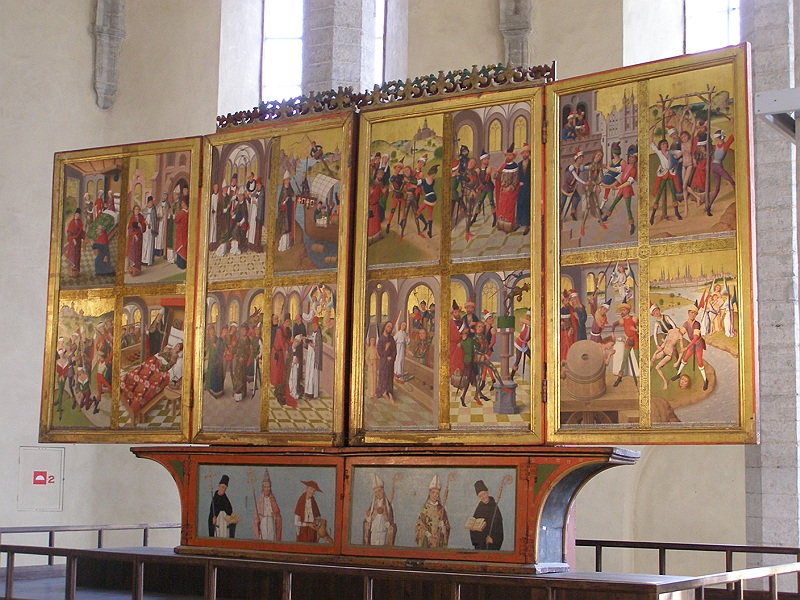
Późnogotyckie retabulum ołtarzowe w kościele św. Mikołaja w Tallinnie, dzieło Hermena Rodego z 1481 r. W tle ostatniej kwatery widać panoramę Lubeki

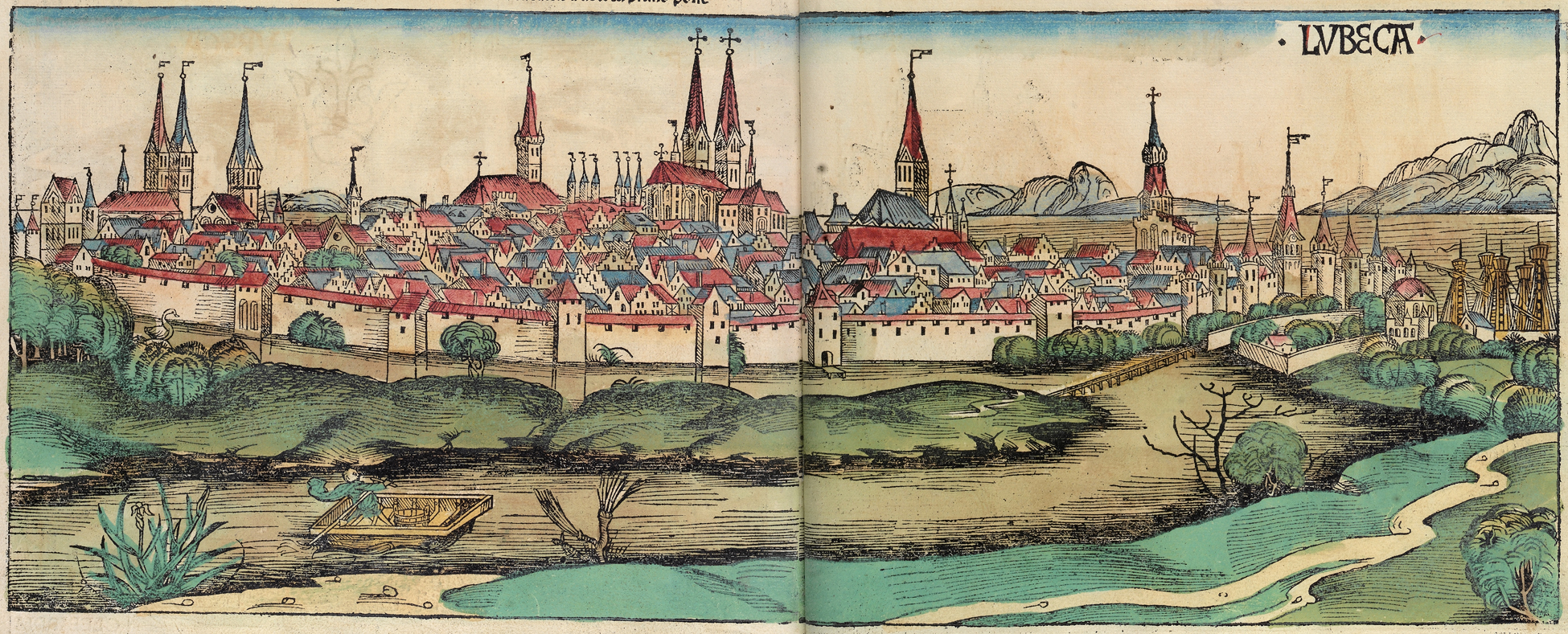
Panorama Lubeki w Liber Chronicarum Hartmanna Schedla

Miasto Siedmiu Wież – określenie Starego Miasta hanzeatyckiej Lubeki. Nazwa wywodzi się od charakterystycznej panoramy miasta, często przedstawianej w ikonografii już od czasów średniowiecza.  
Określenie „Miasto Siedmiu Wież” pochodzi od siedmiu wież pięciu gotyckich kościołów Lubeki – licząc od północy: św. Jakuba, Mariackiego, św. Piotra, św. Idziego oraz katedry. Kościoły katedralny i farny mają też wieże zachodnie, co było wynikiem współzawodnictwa dwóch warstw rywalizujących w średniowieczu w mieście o władzę: duchowieństwa i rosnącej w siłę warstwy mieszczańskiej. W przypadku kościoła NMP dwuwieżowy masyw zachodni oraz nawiązująca do francuskiego gotyku katedralnego architektura, zwłaszcza części wschodniej, są ściśle związane z ideowym przesłaniem fary jako katedry mieszczańskiej, co więcej lokalizacja fary w pobliżu rynku podnosiła znaczenie tej świątyni, stawiając w cieniu główny kościół biskupi.
Samo określenie „Miasto Siedmiu Wież” nie ma jednak rodowodu średniowiecznego, lecz pochodzi z czasów współczesnych. Na starszych sztychach (w tym Matthäusa Meriana) widniało nawet nie siedem lecz osiem wież - ósma wieża należała do nieistniejącego dziś kościoła pw. św. Marii Magdaleny, zburzonego w 1818 r. W obecnej postaci wysokość wszystkich wież (z wyjątkiem kościoła św. Idziego) przekracza 100 m. 
- Kościół św. Jakuba - 112,04 m
- Kościół Mariacki - 125 m
- Kościół św. Piotra - 108 m
- Kościół św. Idziego - 92,06 m
- Katedra - 114,67 i 114,42 m

Charakterystyczna panorama miasta swoją sławę zawdzięcza ikonografii, której tradycja sięga II połowy XV w. Za najstarsze przedstawienie uważa się panoramę stanowiącą tło kwatery przedstawiającej wskrzeszenie za wstawiennictwem św. Mikołaja trzech zabitych młodzieńców; przedstawienie to znajduje się w prawym skrzydle zamkniętego poliptyku ołtarza głównego w kościele św. Mikołaja w Tallinnie. Dzieło namalowane zostało w 1481 przez lubeckiego malarza Hermena Rode. Wcześniejszym istniejącym do II wojny było malowidło Taniec Śmierci w kościele Mariackim w Lubece, pędzla Bernta Notke z 1463 r. We fragmencie malowidła widoczna była panorama miasta od strony wschodniej. Znana jest kopia tegoż dzieła z 1701 r. oraz replika przedstawiająca fragment kompozycji (bez panoramy Lubeki) w kościele św. Mikołaja w Tallinnie. Spośród późnogotyckich przedstawień wyróżnia się drzeworyt z panoramą miasta w wydanej w 1493 r. Liber Chronicarum Hartmanna Schedla. Do XVIII w. powstał szereg rycin z panoramą Lubeki, w tym panorama przypisywana Georgowi Braunowi i Franzowi Hogenbergowi (datowana na lata pomiędzy 1572 i 1618) oraz panorama Matthäusa Meriana, datowana po 1600 r. Przykładem ikonografii XIX-wiecznej jest obraz Johanna Heinricha Bleulera prezentowany obecnie w lubeckim St.-Annen-Museum. Współczesną sztukę reprezentują m.in. grafiki, etykiety i plakaty Alfreda Mahlau.

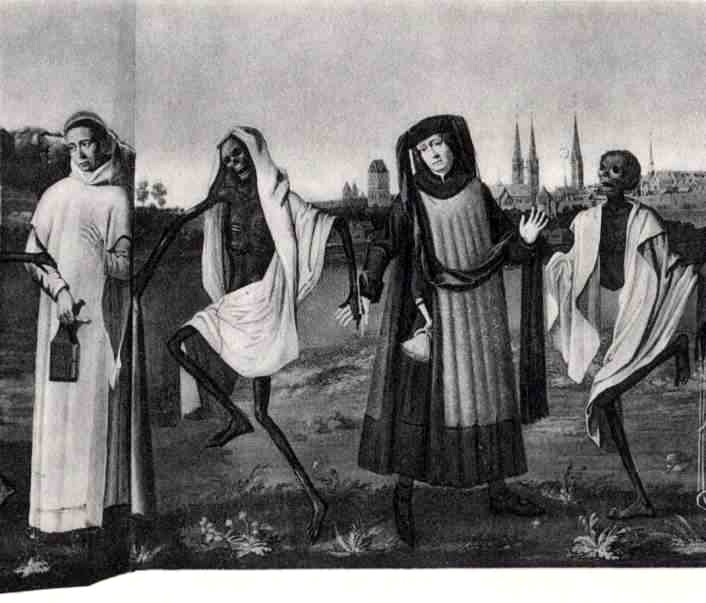
Taniec śmierci z kościoła NMP w Lubece - fragment
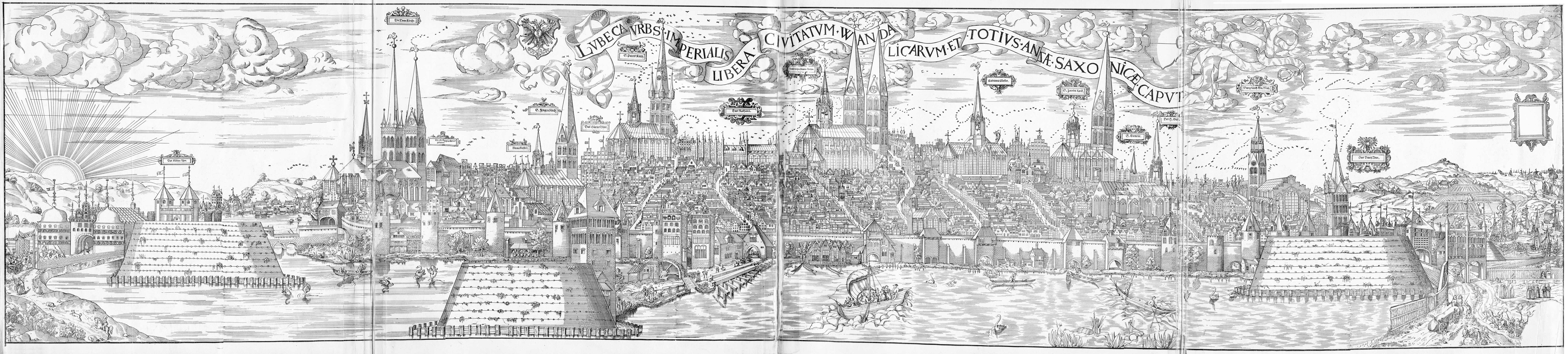
Panorama miasta wg Eliasa Diebelsa
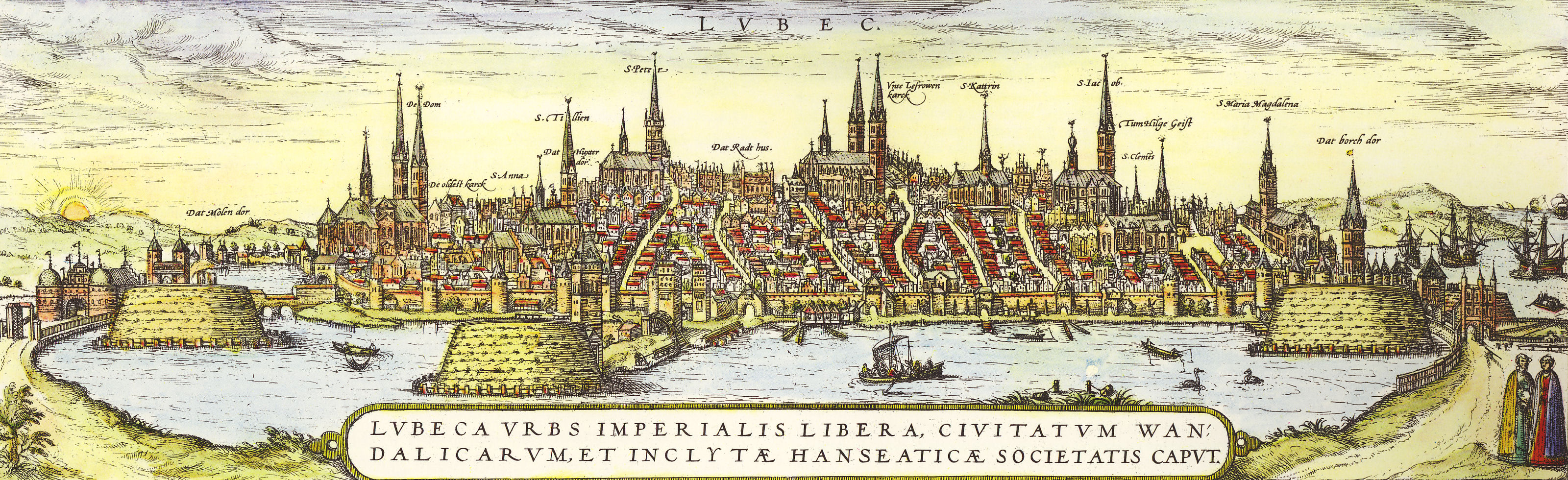
Panorama Lubeki z 1600 r.
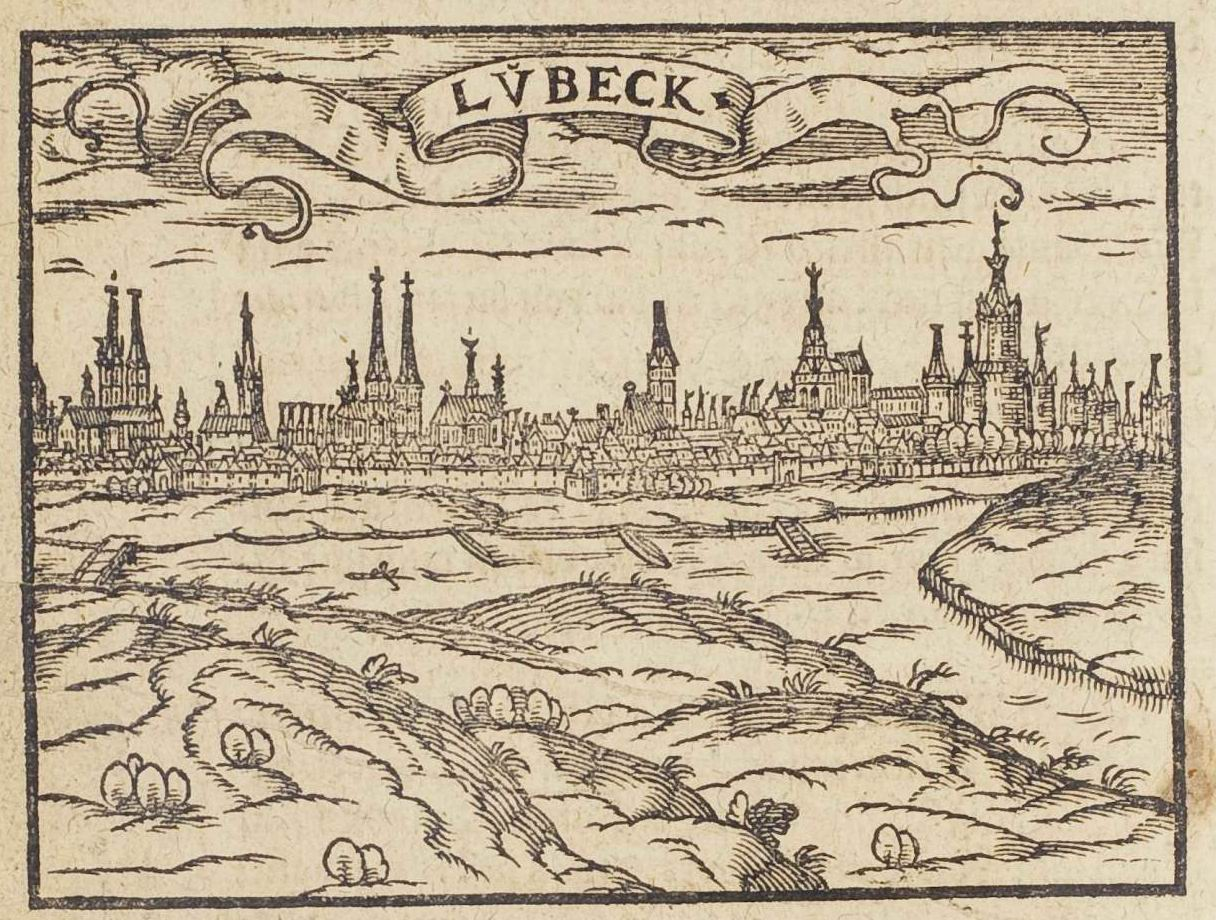
Abraham Saur: Theatrum Urbium, 1610 r.
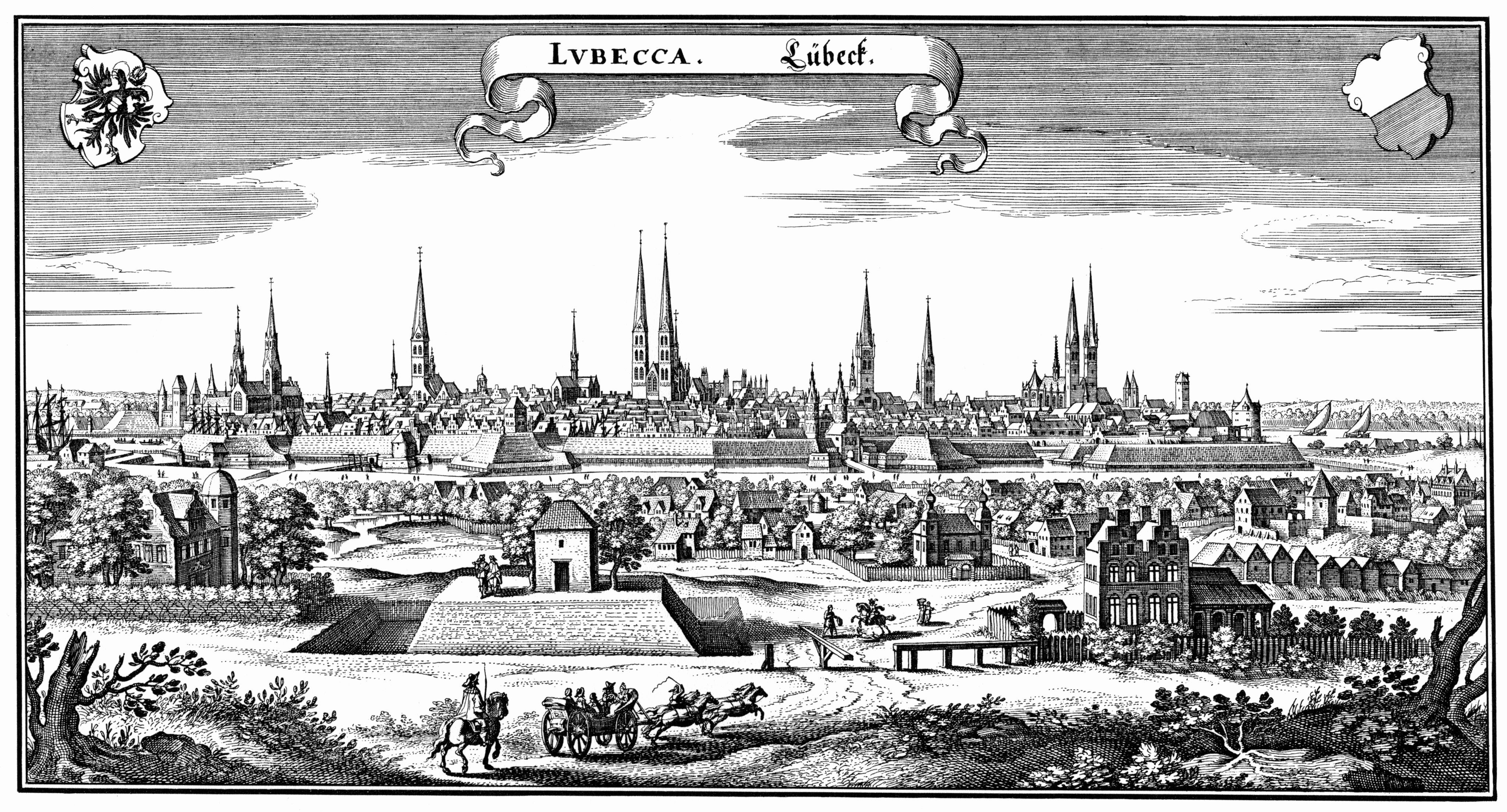
Panorama Lubeki z XVIII w.
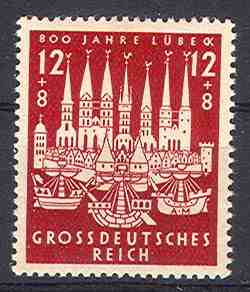
Znaczek pocztowy z okazji 800-lecia miasta
Znaczek pocztowy z 1990 r.